# Новоуртаево
Новоурта́ево (баш. Яңы Уртай) — деревня в Дюртюлинском районе Республики Башкортостан Российской Федерации. Входит в состав Старобаишевского сельсовета.

## География
Находится на берегу реки Белой.

### Географическое положение
Расстояние до:
- районного центра (Дюртюли): 30 км,
- центра сельсовета (Старобаишево): 11 км,
- ближайшей ж/д станции (Уфа): 156 км.

## История
Основана в начале XX века как выселок жителями д. Уртаево (ныне с. Староуртаево). В 1930—1950-е гг. находилась в составе Новоишметовского сельсовета.

## Население
| 2002 | 2009 | 2010 |
| ---- | ---- | ---- |
| 136  | ↗138 | ↘136 |

### Историческая численность
В 1920—194 человек, в 1939—317, в 1959—262, в 1989—120, в 2002—136, в 2010—136, в 2019—115.

### Национальный состав
Согласно переписи 2002 года, преобладающая национальность — башкиры (93 %).

## Известные уроженцы, жители
- Гафаров, Фидан Сафич (1947, Новоуртаево — 2025, Уфа) — актёр, певец, народный артист РСФСР, народный артист Башкирской АССР (1980), народный артист Республики Татарстан. Похоронен на кладбище Новоуртаево

## Инфраструктура
Личное подсобное хозяйство с зоной сельскохозяйственного использования, индивидуальная застройка усадебного типа.
Основа экономики — сельское хозяйство.

## Достопримечательности
Обелиск участникам Великой Отечественной войны.

## Транспорт
Автобусное сообщение с райцентром городом Дюртюли. Остановки общественного транспорта «Новоуртаево» и «Въезд в Новоуртаево».